# Jianxi
Der Stadtbezirk Jianxi (chinesisch 涧西区, Pinyin Jiànxī Qū) gehört zum Verwaltungsgebiet der bezirksfreien Stadt Luoyang in der chinesischen Provinz Henan. Er hat eine Fläche von 88,8 km² und zählt 699.300 Einwohner (Stand: Ende 2018).

## Administrative Gliederung
Auf Gemeindeebene setzt sich der Stadtbezirk aus zwölf Straßenvierteln, einer Großgemeinde und zwei Gemeinden zusammen. 